# 머리띠

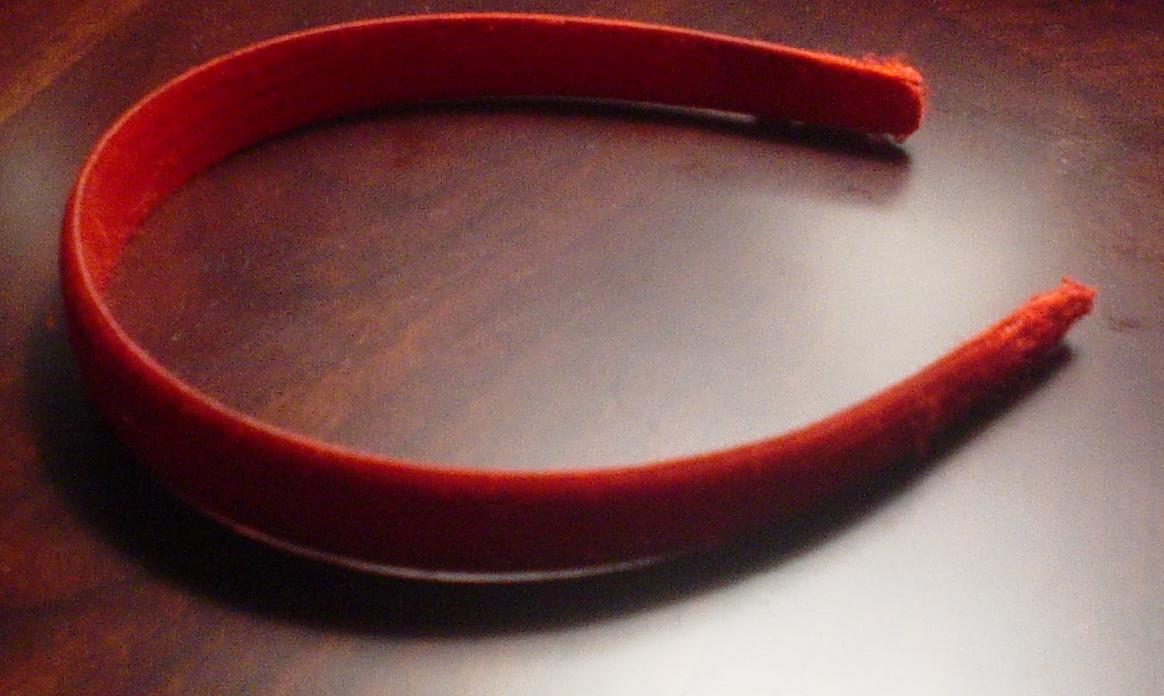
플라스틱 머리띠

머리띠(영어: headband, headache band, hairband, sweatband)는 머리 또는 앞머리 주변에 쓰는 장신구로, 보통 머리카락을 얼굴이나 눈에서 거리를 두고 고정시키기 위해 사용한다. 머리띠는 일반적으로 고무와 같은 재질의 고리와 편자 모양의 유연한 플라스틱 또는 금속으로 구성된다. 머리띠는 실용성과 유행의 목적으로 사용된다.

## 같이 보기
- 방도 (속옷)
- 다이아뎀
- 머리끈
- 월계관
- 티아라